# RNA 가수분해
RNA 가수분해(영어: RNA hydrolysis)는 RNA의 당-인산 골격에 있는 포스포다이에스터 결합이 끊어져 RNA 분자를 절단하는 반응이다. RNA의 리보스는 2' 위치에 하이드록실기(–OH)를 가지고 있기 때문에 이러한 염기 촉매 가수분해에 취약하다. 이러한 특징은 2'-하이드록실기가 없기 때문에 염기 촉매 가수분해에 취약하지 않은 DNA에 비해 RNA를 화학적으로 불안정하게 만든다.

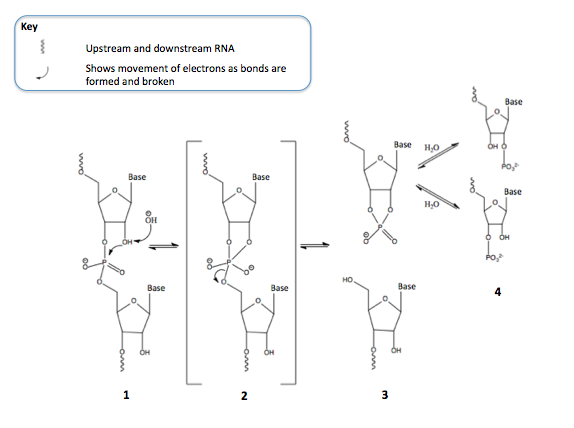
염기 촉매 RNA 가수분해의 메커니즘. 1) 2′-하이드록실기(–OH)의 염기 촉매된 탈양성자화. 2) 전이상태. 3) 포스포다이에스터 결합이 끊어져서 RNA 골격이 절단된다. 4) 2′,3′-고리형 뉴클레오타이드(단계 3에서)는 2'-뉴클레오타이드 또는 3'-뉴클레오타이드로 가수분해된다.

## 메커니즘
RNA 가수분해는 친핵체로 작용하는 리보스의 탈양성자화된 2'-하이드록실기(–OH)가 RNA의 당-인산 골격의 포스포다이에스터 결합에서 인접한 인을 공격할 때 일어난다. 인이 5개의 산소 원자와 결합한 전이 상태(위에 표시됨)에 있다. 그런 다음 인은 인접한 당에 연결된 산소로부터 분리되어 RNA 골격의 에스터 절단이 일어난다. 이 메커니즘을 RNA 절단(영어: RNA cleavage)이라고도 한다. 이것은 가수분해될 때 2'-뉴클레오타이드 또는 3'-뉴클레오타이드를 생성할 수 있는 2',3'-고리형 뉴클레오타이드를 생성한다. 이 과정은 위의 그림에 표시되어 있다.

## 자가 가수분해
RNA의 가수분해 또는 절단은 촉매나 효소의 존재 없이 자발적으로 일어날 수 있다. 이 과정을 자가 가수분해 또는 자가 절단 반응이라고 한다. RNA 분자의 자발적인 절단은 단일 가닥일 때 일어날 가능성이 훨씬 더 높다. 자가 가수분해 또는 자가 절단 반응은 염기성 용액에서 일어나며 용액의 유리 수산화물 이온은 리보스의 2'-하이드록실기(–OH)를 쉽게 탈양성자화할 수 있다. 이러한 탈양성자화는 염기 촉매 반응으로 만들고 반응의 자발성을 증가시킨다.

## 효소에 의한 절단
RNA가 이중 가닥이거나 뉴클레오타이드 염기들이 염기쌍을 형성하고 있으면 더 안정적이게 되고 자발적인 절단의 가능성이 훨씬 낮아지게 된다. 이러한 경우 효소를 사용하여 절단이 수행된다. 여러 다른 효소들이 RNA 분자의 특정 부위에서 절단을 촉매한다.
그러한 효소들 중 하나는 단백질 효소인 리보뉴클레이스 A(RNase A)이다. 리보뉴클레이스 A는 활성 부위에 히스티딘을 함유하고 있으며 이를 사용하여 산-염기 촉매 작용 및 RNA 절단을 수행한다. 활성 부위의 특정 히스티딘 잔기는 리보스의 2'-하이드록실기(–OH)에서 양성자를 제거하는 염기로 작용하는 반면, 다른 잔기는 산으로 작용하여 인접한 리보스의 5' 산소에 양성자를 제공하여 더 나은 이탈기를 만든다. 리보뉴클레이스 A의 활성 부위에 있는 리신 잔기는 전이 상태에서 음전하를 띤 산소 원자를 안정화시킨다.
스몰 리보뉴클레오라이틱 리보자임(small ribonucleolytic ribozyme)이라고 하는 리보자임의 부류는 산-염기 촉매를 사용하여 자체 RNA 절단의 자발성을 향상시킨다. 이러한 리보자임의 예로는 망치머리형 리보자임, D형 간염 바이러스(HDV) 리보자임, 머리핀형 리보자임이 있다. I군 인트론, II군 인트론 및 리보뉴클레이스 P와 같은 대형 리보자임은 위에서 설명한 절단 메커니즘을 사용하여 mRNA 처리 과정 동안 스플라이싱 및 기타 전사 후 변형을 촉매한다.

## 가능한 활용
연구자들은 통제된 방식으로 수행될 수 있는 RNA 가수분해를 위한 다양한 활용 방법을 개발하고 사용하고 있다. 활용 방법에는 세균 및 진핵생물의 유전자 발현을 조절하고 바이러스의 복제를 억제하기 위한 유전자 치료법에서의 리보자임의 사용이 포함된다. 특히 망치머리형 리보자임은 원하는 RNA를 절단할 수 있도록 설계될 수 있다. 이러한 리보자임은 예를 들어 특정 유전자의 발현을 방지하도록 설계될 수 있다.
유전자 발현을 억제하는 것 외에도 스플라이싱 리보자임을 사용하여 손상되거나 결함이 있는 RNA를 복구할 수 있다. 스플라이싱 리보자임은 RNA 스플라이싱을 촉매하여 돌연변이를 포함하는 RNA 부분을 제거하고 이를 잘 기능하는 RNA로 대체한다. 기존의 리보자임은 또한 리보자임이 촉매하는 반응들을 변경하는 방식으로 변경될 수 있다.

## 같이 보기
- RNA
- 가수분해